# Renault Kerax
Il Renault Kerax è un autocarro che è stato prodotto dal costruttore francese Renault Véhicules Industriels e successivamente dalla Renault Trucks (parte di Renault, poi parte del gruppo Volvo) dal 1997 al 2013.
È stato presentato nel 1997 e ha subito un importante aggiornamento nel 2006. La produzione del Kerax è terminata nel 2013, venendo sostituiti dai Renault Trucks C e Renault Trucks K.
Il Kerax è stato impiegato anche im ambito sportivo, nel Rally Dakar.